# 凯南·奥尔贾伊
凯南·奥尔贾伊（土耳其語：Kenan Olcay，1913年11月30日—？），土耳其男子摔跤运动员。他曾代表土耳其参加1948年夏季奥林匹克运动会摔跤比赛，获得男子古典式蝇量级银牌。